# Bally Sente
Pour les articles homonymes, voir Bally.
Bally Sente, Inc. est une entreprise américaine située à Sunnyvale en Californie, qui exerce son activité dans le domaine du développement de jeux vidéo, fondé sous le nom de Videa en 1982 par plusieurs ex-employés d'Atari. L'entreprise est rachetée par Nolan Bushnell et renommée Sente Technologies, qui en fait une filiale de son entreprise Pizza Time Theatre en 1983. En 1984, Sente Technologies est racheté par Bally Midway Manufacturing Company (elle-même filiale de Bally Manufacturing), qui la renomme Bally Sente. Bally Sente continue ses activités jusqu'à sa fermeture en 1988. Le terme Sente, comme Atari, est une référence au jeu préféré de Bushnell, le jeu de go, et signifie « avoir l'initiative ».

## Historique

### 1982-1983: Videa
Au départ, trois anciens employés de chez Atari, Howard Delman, Ed Rotberg, and Roger Hector, s'associent pour créer Videa Inc. en 1982 à Milpitas en Californie (États-Unis), une entreprise qui développe des jeux vidéo. À l'origine, le secteur arcade était le seul objectif et le développement pour le VCS et d'autres projets n'étaient que secondaires.
Videa développe ses premiers jeux vidéo en 1982, Gridlee (initialement appelé Pogoz, un jeu d'arcade), Lasercade (pour Atari 2600) et Atom Smasher (Meltdown, également pour Atari 2600), avec l'intention d'entrer à la fois sur le marché de l'arcade et des consoles de salon en 1983. Videa tente de distribuer le jeu Gridlee via Gottlieb, puis Lasercade et Atom Smasher via la Fox, mais les trois jeux ne sortent pas sur le marché. Malheureusement, le marché de la console de jeux vidéo s’écrase à la fin de l'année 1983 et la borne d'arcade prototype de Gridlee récolte de mauvais résultats lors de ses essais sur le terrain, ce qui conduit Gottlieb et la Fox à mettre un terme à leurs accords respectifs. Peu de temps après, Videa est racheté par Nolan Bushnell en 1984, qui devient filiale de Pizza Time Theatres (Chuck E. Cheese's). Bushnell avait quitté en 1978 Atari qu'il a co-fondé et a été obligé de signer un accord de non-concurrence qui l'obligeait à rester hors de l'industrie du jeu vidéo depuis plusieurs années. Son accord le limitant jusqu'à la fin de l'année 1983, il espère utiliser Videa comme un moyen de revenir rapidement sur le marché du jeu d'arcade, sans avoir à recréer une entreprise à partir de zéro. L'intention d'acquérir Videa pour 2,2 millions de dollars est rendu public en janvier 1983 et Sente Technologies est officiellement fondée le 1er octobre 1983.
À la fin des années 2000, les propriétaires du jeu Gridlee, fondateurs de Videa, libèrent le jeu qui est disponible en téléchargement gratuit et légal, jouable dans un émulateur tel que MAME.

### 1983-1984: Sente Technologies

Logo de Sente Technologies

Maintenant filiale de Pizza Time Theatres, Sente Technologies (ou simplement Sente) développe davantage le matériel prototype du jeu Gridlee et créé le système d’arcade Sente Arcade Computer (également appelé Sente System), le  SAC I, puis plus tard, le SAC II  et le SAC III (également appelé Sente Super System),,.
Le SAC est le premier système d'arcade à utiliser des cartouches de jeux interchangeables (de simples circuits imprimés avec des trous pour passer les doigts afin de les retirer facilement. Le SAC est composé d’une borne d'arcade générique équipée de panneaux de contrôles rapidement échangeables pour permettre aux opérateurs d'arcade de convertir rapidement et à moindres coûts leur borne d'un jeu à un autre jeu. Quelques années plus tard, cela deviendra une pratique courante (comme pour le Neo-Geo MVS) mais reste rare en 1984. Trois versions sont alors disponibles : une large borne d'arcade dédiée, en métal et plastique, une borne d'arcade dédiée, en bois, plus standard et un kit de conversion pour les bornes déjà existantes dénommé SACMAN (à l'origine appelé SAC PAC),,. Quelques jeux sont également commercialisés dans des bornes cocktail.
Snake Pit, le premier jeu commercialisé par Sente Technologies sur SAC I, fait l'objet d'une démonstration le 9 décembre 1983 ; en même temps, le système SAC II et un premier jeu Shrike Avenger est dévoilée lors de ce même événement. Malheureusement, la chaîne Pizza Time Theatre souffrait de problèmes financiers à cause de son expansion et acquisitions récentes. Moins de cinq mois après le rachat de Sente Technologies, Pizza Time Theatre Inc. dépose le bilan et la filiale Sente est mise en vente. Bally Midway Manufacturing Company, filiale de Bally Manufacturing, rachète Sente pour 3,9 millions de dollars en mai 1984 et forme Bally Sente, qui devient filiale de cette première.

### 1984-1988: Bally Sente

Logo alternatif de Bally Sente

Les premiers jeux Sente sortent au début de l'année 1984 et plusieurs jeux vont connaître un certain succès : Snake Pit, Stocker, plusieurs éditions de Trivial Pursuit et Hat Trick, leur jeu le plus vendu. Bally Sente commercialise finalement 21 jeux sur SAC I et un seul jeu sur SAC II Shrike Avenger
Les jeux Bally Sente n'ont jamais été de grosses ventes, alors que les sorties de nouveaux jeux ralentissent considérablement au fil des années. Douze jeux sortent en 1984, puis leur nombre chute à moins de la moitié en 1985 (deux jeux commercialisés) et remonte légèrement en 1986 (cinq jeux). Seulement deux jeux sortent en 1987, qui est la dernière année où Bally Sente commerciale des jeux.
Le premier jeu SAC II, Shrike Avenger, a été développé durant trois ans, mais sans être finalisé immédiatement à la suite.
Bally Sente remplace le développeur en place sur le projet par Owen Rubin et lui donne six semaines pour réaliser un jeu jouable sur le prototype inachevé. Bien que la borne d’arcade et le mécanisme de contrôle des mouvements sont achevés, et les graphismes du jeu  quasiment terminés, le jeu lui-même n'est pas fini. Rubin développe rapidement un simulateur de vol jouable de type « formation » appelé Last Startfigher et le jeu passe en phase de test sur le terrain. Le jeu utilise un système SAC I standard connecté à un ordinateur de contrôle de mouvements équipé d'un Motorola 68000 pour gérer les mouvements et retours de forces produits par la borne cockpit motorisée.
Le jeu passe les essais sur le terrain mais quelques problèmes majeurs apparaissent. Les patrons se plaignent de vertiges (certains joueurs sont même malades). un problème sérieux est rencontré : les moteurs sont enclins à griller et à mettre le système de sécurité des unités en marche, à basculer l'appareil et tomber sur un patron et quasiment l'écraser. Bally Sente considère alors que le système SAC II est trop cher à produire (estimé à 10 000 dollars l'unité, équivalent à cinq fois le prix de jeux classique) et qu'une éventuelle responsabilité peut lui être attribué en cas de problèmes. Par conséquent, le projet est annulé.
Le dernier projet de Sente est le Super System ou Sente Super System, également appelé SAC III'. Basé sur un ordinateur Commodore Amiga 500, le système est prévu pour fournir un moyen puissant et bon marché pour les opérateurs de mettre à niveau leurs bornes d'arcades existantes vers un matériel plus moderne. Le système est également prévu pour être commercialisé comme borne d'arcade simple. Moonquake est le premier titre prévu pour ce système d'arcade, mais pour des raisons inconnues, le Super System est annulé et il ne passe pas en production. Le jeu Starglider est notamment développé dessus mais par la suite n'a jamais connu le stade de la production.
Bally Sente est fermé peu de temps après, et tous les actifs sont alors transférés à Bally Midway Manufacturing Company en 1988.
Bally Sente est réputé pour avoir produit une ludothèque plutôt étrange de jeux, ainsi que l'utilisation de systèmes de contrôle qui lui sont propres, uniques. D'un autre côté, certains des jeux de l'entreprise comportent des publicités « enfants disparus » dans leurs modes attractifs, une caractéristique rare dans les jeux d'arcade.

## Liste de jeux
Tous les jeux sortis sur système SAC I, II et III, sont estampillés Bally Sente, y compris les jeux développés sous l'ère Sente Technologies, les écrans-titres des jeux ont été reprogrammés pour rajouter la mention Bally Sente. Le jeu de 1987 Rescue Raider figure dans la liste de jeux SAC I, mais est signé Bally Midway,.